# Somerville College

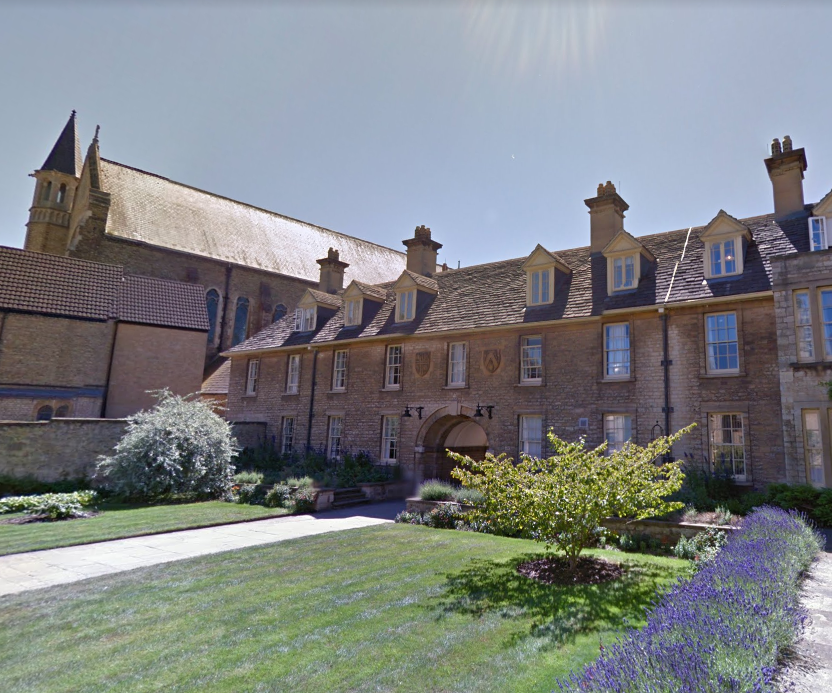

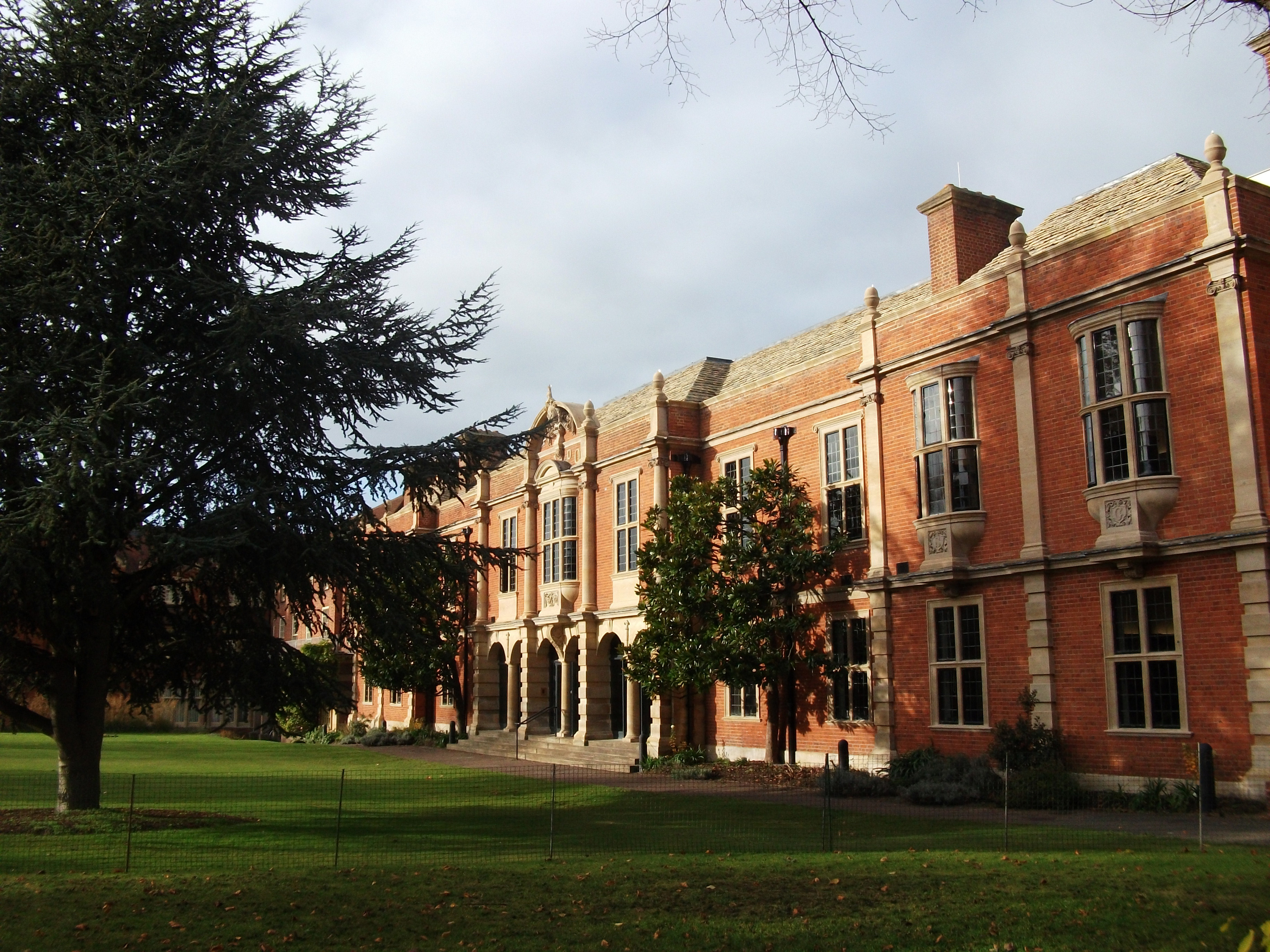
Biblioteca del Somerville College.

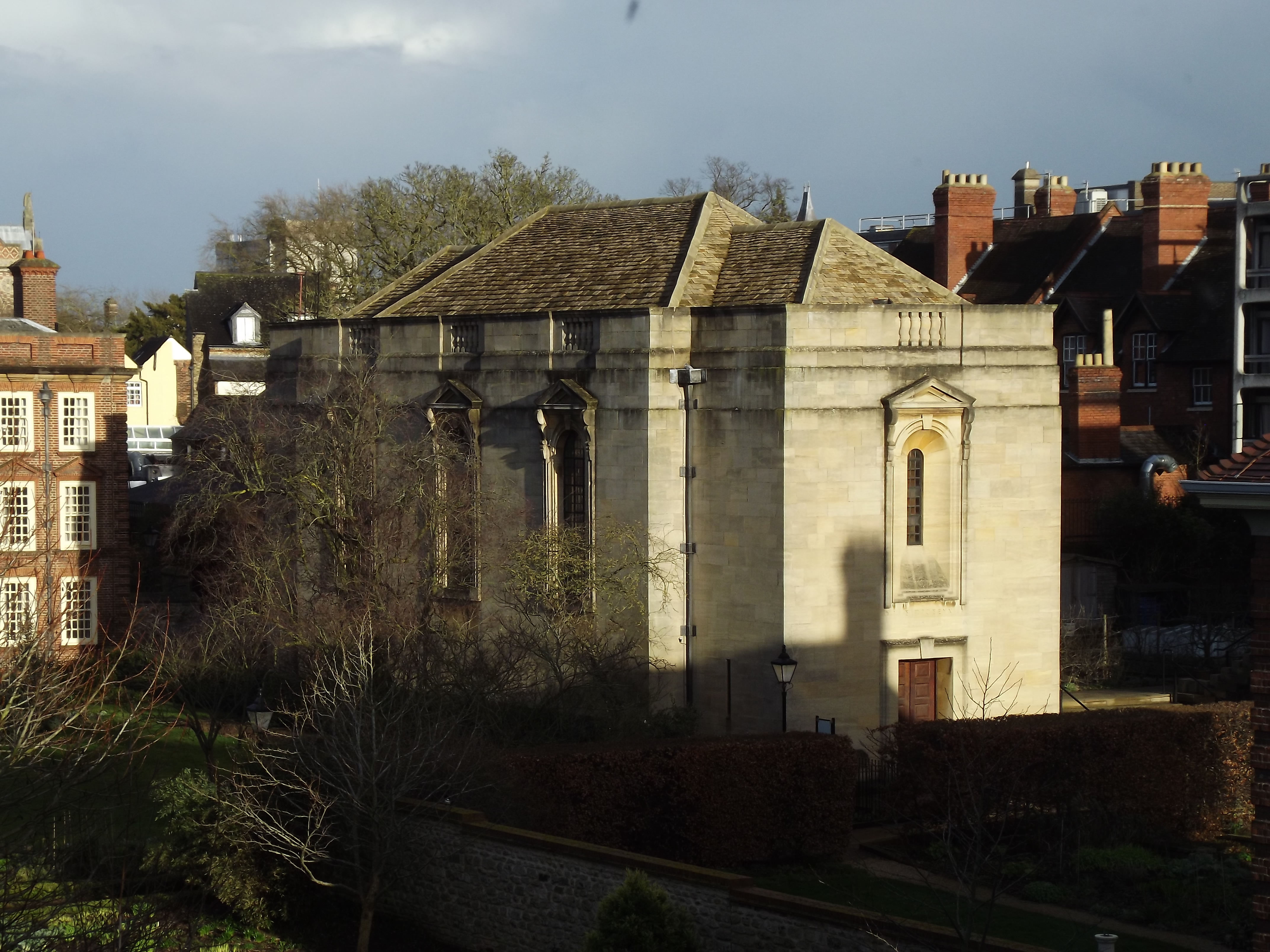
Capilla del Somerville College.

El Somerville College es uno de los colleges que constituyen la Universidad de Oxford en Inglaterra. El college tiene una excelente reputación y una excelente satisfacción estudiantil entre los colleges de Oxford. Fundada en 1879 como Somerville Hall, fue uno de los primeros colleges femeninos de Oxford, y sus exalumnos, como Margaret Thatcher, Indira Gandhi, Dorothy Hodgkin, Nicole Krauss y Dorothy L. Sayers, han jugado un rol muy importante en el feminismo. Hoy, alrededor del 50% de los estudiantes son hombres. Los primeros estudiantes varones ingresaron en el college en 1994.
Sus edificios principales se encuentran en Woodstock Road. El college está rodeado por el sur por Little Clarendon Street, y al oeste por Walton Street y la Oxford University Press. El college está ubicada en el Área de Ciencias y el suburbio de Jericó. Está cerca de la Oxford University Press, del Observatorio Radcliffe, del Parque de la Universidad y del Blavatnik School of Government. Los colleges cercanos son Keble College, Green Templeton College, St Anne's College y St Cross College. En 2016, el college tuvo un presupuesto estimado en 57,7 millones de libras.
El Somerville es uno de los college más grandes, con 408 estudiantes de pregrado y 163 de postgrado.
El colegio hermano en Cambridge es Girton College.